# Harley Crane
Pour les articles homonymes, voir Crane.
Pas d'image ? Cliquez ici

a Compétitions nationales et continentales officielles uniquement.

Dernière mise à jour le 5 novembre 2024.
Harley Crane, né le 23 février 1976 à Otahuhu, est un joueur néo-zélandais de rugby à XV évoluant au poste de demi de mêlée ou de centre.